# Charles Boiceau
Pour les articles homonymes, voir Boiceau.
Charles Boiceau, né le 14 juillet 1841 à New York et mort le 22 septembre 1907 à Lausanne, est un avocat et une personnalité politique suisse.

## Biographie
De confession protestante, originaire d'Apples, Charles Boiceau est le fils d'Hélène Wallace et de Samson Boiceau (homme d'affaires, un des fondateurs en 1858 de La Suisse Assurances). Il épouse Léonie Hollard. Après des études de droit à Lausanne, à Erlangen et à Bonn où il devient membre du Corps Hansea Bonn, il s'installe comme avocat à Lausanne en 1867. Il se spécialise dans le droit international et devient conseiller de la légation britannique en Suisse. Il est en outre colonel de cavalerie dans l'Armée suisse et président du tribunal militaire de cassation, membre de conseils d'administration d'assurances et d'entreprises de chemins de fer, journaliste au Nouvelliste vaudois et président du synode de l'Église nationale vaudoise.

### Carrière politique
Membre du Parti libéral, Charles Boiceau est Conseiller communal de Lausanne de 1871 à 1874. Il est réélu au Conseil communal de 1886 à 1905. Il est député au Grand Conseil vaudois en 1874, puis de 1885 à 1907. Il est Conseiller d'État dès le 12 février 1874 ; il y dirige le département de l'instruction publique et des cultes jusqu'en 1883, puis celui de justice et police jusqu'en 1885. Il est en outre Conseiller national du 2 décembre 1878 au 1er avril 1881 et du 4 décembre 1893 au 3 décembre 1899 ; il siège durant son mandat dans la commission pour l'étude des assurances populaires,,.

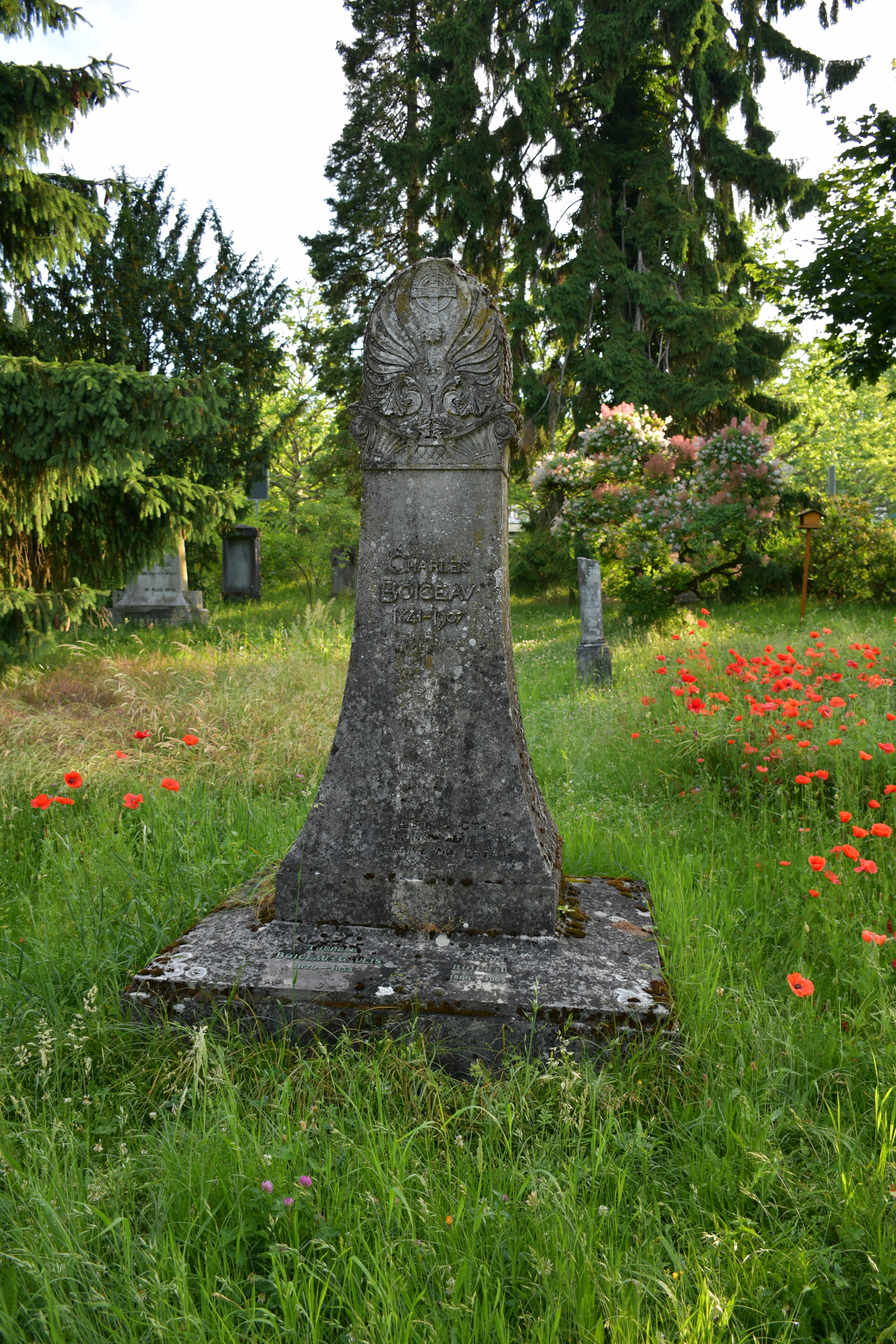
Pierre tombale de Charles Boiceau au cimetière de Montoie, à Lausanne.